# Riet Van Gool
Riet Van Gool (Schoten, 31 januari 1953) is een Vlaamse actrice. Ze raakte vooral bekend om haar rol als Monique Stevens in de soap Familie.

## Filmografie
- Spoed - Zuster Margaretha (gastrol, 2003)
- Familie - Monique Stevens (1991-2002)
- Kiekeboe: Het witte bloed - Carmella Van der Neffe-Vuylstrecke (1992)
- Verhalen uit het Weense woud (1987)

## Carrièrestop
In 2002 kwam een eind aan Van Gools carrière als actrice nadat ze uit Familie moest verdwijnen. In 2003 speelde ze wel nog een gastrol van twee afleveringen in de ziekenhuisserie Spoed. Nadien is ze zich gaan bezighouden met astrologie en plantkunde.
Anno 2016 woont Riet Van Gool in India. 